# Orestias (djur)
Orestias är ett släkte av fiskar. Orestias ingår i familjen Cyprinodontidae.

## Dottertaxa tillOrestias, i alfabetisk ordning[1]
- Orestias agassizii
- Orestias albus
- Orestias ascotanensis
- Orestias chungarensis
- Orestias crawfordi
- Orestias ctenolepis
- Orestias cuvieri
- Orestias elegans
- Orestias empyraeus
- Orestias forgeti
- Orestias frontosus
- Orestias gilsoni
- Orestias gracilis
- Orestias gymnotus
- Orestias hardini
- Orestias imarpe
- Orestias incae
- Orestias ispi
- Orestias jussiei
- Orestias lastarriae
- Orestias laucaensis
- Orestias luteus
- Orestias minimus
- Orestias minutus
- Orestias mooni
- Orestias mulleri
- Orestias multiporis
- Orestias mundus
- Orestias olivaceus
- Orestias parinacotensis
- Orestias pentlandii
- Orestias piacotensis
- Orestias polonorum
- Orestias puni
- Orestias richersoni
- Orestias robustus
- Orestias silustani
- Orestias taquiri
- Orestias tchernavini
- Orestias tomcooni
- Orestias tschudii
- Orestias tutini
- Orestias uruni
- Orestias ututo